# Mimophyle parallela
Mimophyle parallela är en fjärilsart som beskrevs av W. Warren 1906. Mimophyle parallela ingår i släktet Mimophyle och familjen mätare. Inga underarter finns listade i Catalogue of Life.